# Радужная питта
Радужная питта (лат. Pitta iris) — вид птиц из семейства питтовых. Выделяют два подвида.

## Внешний вид
Брюхо и голова чёрные, на голове красно-рыжая шапочка. Сзади окраска коричневатая, крылья зелёные с золотистым блеском, около плеча крыло имеет серебристо-синюю полосу. Самки чуть меньше по размерам и имеют меньшую интенсивность окраски. Радужная питта имеет длину от 16 до 18 см и массу — 52—88 граммов. Самки весят 67 г, что в среднем немного больше, чем самцы, которые весят 62 г Передвигается подпрыгивая.

## Распространение
Радужная питта является эндемиком Австралии (от залива Уолкотт до острова Мидл-Осборн) и встречается на высоте до 380 м над уровнем моря. Обитает преимущественно в лесах в северной части материка. Вид оседлый, большинство пар населяют свои территории круглый год. 

## Питание
Питается насекомыми и их личинками, а также другими членистоногими, улитками и дождевыми червями.

## Размножение
Размножение этого вида носит сезонный характер, длится с декабря по апрель. Гнездо размещает в любом месте до 20 м от уровня земли вверх по дереву, на развилке дерева, на верхушке пальм, на горизонтальных ветвях, в клубках виноградных лоз или на опорных корнях дерева. На строительство гнезда уходит около недели, и его строят оба родителя. Строительство начинается с сооружения платформы из прутьев, над которой построен купол. Затем закрытое гнездо облицовывают корой и листьями перед окончательной облицовкой из более тонких волокон, листьев папоротника и корешков. Одной из необычных черт гнёзд радужной питты является добавление навозных гранул валлаби ко входу в гнездо.
В кладке 3—5 яиц. Оба родителя насиживают яйца в течение 14 дней. Периоды насиживания длятся в среднем 87 минут, и пара насиживает яйца в течение 90 % светового дня. 